# Bahnstrecke Grosuplje–Kočevje
| Bahnhof Kočevje nach Wiederaufnahme des Personenverkehrs |                      |                                                |                                                |
| |                      |                                                |                                                |
| Streckenlänge: | 49,1 km              |                                                |                                                |
| Spurweite: | 1435 mm (Normalspur) |                                                |                                                |
| |                      |                                                |                                                |
| \| \| \| Bahnstrecke Karlovac–Ljubljana von Ljubljana \| \| \| \| 18 \| Grosuplje \| Grosuplje \| \| \| \| Bahnstrecke Karlovac–Ljubljana nach Novo Mesto \| \| \| \| \| Podlomščica \| \| \| \| \| Spodnja Slivnica \| \| \| \| 32 \| Čušperk \| Čušperk \| \| \| 40 \| Dobrepolje \| Dobrepolje \| \| \| 46 \| Velike Lašče \| Velike Lašče \| \| \| \| Zastava \| \| \| \| 55 \| Ortnek \| Ortnek \| \| \| \| Zastava \| \| \| \| 57 \| Žlebič \| Žlebič \| \| \| \| Tržiščica \| \| \| \| 62 \| Ribnica \| Ribnica \| \| \| \| Zadnja Rinža \| \| \| \| \| Zadnja Rinža \| \| \| \| 74 \| Stara Cerkev \| Stara Cerkev \| \| \| 77 \| Kočevje \| Kočevje \| |                      |                                                |                                                |
| Strecke |                      | Bahnstrecke Karlovac–Ljubljana von Ljubljana   | Bahnstrecke Karlovac–Ljubljana von Ljubljana   |
| Bahnhof | 18                   | Grosuplje                                      | Grosuplje                                      |
| Abzweig geradeaus und nach links |                      | Bahnstrecke Karlovac–Ljubljana nach Novo Mesto | Bahnstrecke Karlovac–Ljubljana nach Novo Mesto |
| Brücke über Wasserlauf |                      | Podlomščica                                    | Podlomščica                                    |
| Haltepunkt / Haltestelle |                      | Spodnja Slivnica                               | Spodnja Slivnica                               |
| Haltepunkt / Haltestelle | 32                   | Čušperk                                        | Čušperk                                        |
| Bahnhof | 40                   | Dobrepolje                                     | Dobrepolje                                     |
| Haltepunkt / Haltestelle | 46                   | Velike Lašče                                   | Velike Lašče                                   |
| Brücke über Wasserlauf |                      | Zastava                                        | Zastava                                        |
| Bahnhof | 55                   | Ortnek                                         | Ortnek                                         |
| Brücke über Wasserlauf |                      | Zastava                                        | Zastava                                        |
| Haltepunkt / Haltestelle | 57                   | Žlebič                                         | Žlebič                                         |
| Brücke über Wasserlauf |                      | Tržiščica                                      | Tržiščica                                      |
| Bahnhof | 62                   | Ribnica                                        | Ribnica                                        |
| Brücke über Wasserlauf |                      | Zadnja Rinža                                   | Zadnja Rinža                                   |
| Brücke über Wasserlauf |                      | Zadnja Rinža                                   | Zadnja Rinža                                   |
| Bahnhof | 74                   | Stara Cerkev                                   | Stara Cerkev                                   |
| Kopfbahnhof Streckenende | 77                   | Kočevje                                        | Kočevje                                        |

Die Bahnstrecke Grosuplje–Kočevje, früher auch Gottscheer Bahn, ist eine Bahnstrecke, die von der die Aktiengesellschaft Unterkrainer Bahnen im damaligen Kronland Krain der Habsburgermonarchie gebaut wurde. Die Strecke liegt heute in Slowenien und wird von den staatlichen Eisenbahnen Sloweniens, den Slovenske železnice, betrieben.

## Geschichte
Der Bau der normalspurigen Strecken hatte am 22. Mai 1892 begonnen. Die Inbetriebnahme der Strecke Laibach–Großlupp–Gottschee mit 69,150 km erfolgte am 28. September 1893 (eine andere Quelle nennt den Vortag). Der erste Zug hatte die Strecke jedoch bereits am 24. Juli 1893 befahren. Der Betrieb der Strecke erfolgte nicht durch die Unterkrainer Bahnen selbst, sondern wurde von den k.k. Staatsbahnen in deren Auftrag geleistet.
In den Jahren 1908 und 1912 erwähnte die Zeitung Gottscheer Bote mehrfach Überlegungen für eine Verlängerung der Bahnstrecke "bis zur Landesgrenze". Die letzte Erwähnung einer Verlängerung ist im Grazer Tagblatt vom 25. April 1931 zu finden. Im Artikel "Strategische Bahnbauten in Jugoslawien" ist zu lesen: "Die Drau-Adria Verbindungsbahn besteht bekanntlich aus der Verlängerung der Unterkrainer Bahn Grosslupp-Gottschee bis Vrbovsko, wo der Abschluss an die Linie Agram-Susak bewerkstelligt wird".
In den besten Jahren wurden 170.000 Tonnen Kohle und 134.000 Tonnen Holz entlang der Strecke transportiert.
Zwischen 1958 und 1966 sanken nach dem Ausbau der Straße von Škofljica nach Kočevje die Beförderungszahlen von Fahrgästen um 66 %. Mit dem 1. Juli 1968 wurde der Personenverkehr auf den Abschnitt von Grosuplje bis Velike Lašče und später nur mehr Dobrepolje zurückgenommen. Nach 1970 wurde auf der Gesamtstrecke kein Personenverkehr mehr angeboten. Während der Ölkrise 1973 wurde die Wiedereinführung des Personenverkehrs in Betracht gezogen, aber nicht umgesetzt.
Im Jahr 2008 begann die Renovierung der Bahnlinie. Der erste Güterzug kam am 12. April 2019 in Kočevje an. Ab dem Jahr 2021 wurde auch wieder Personenverkehr angeboten, zuletzt (2025) mit etwa 12 bis 13 Zugpaaren täglich.

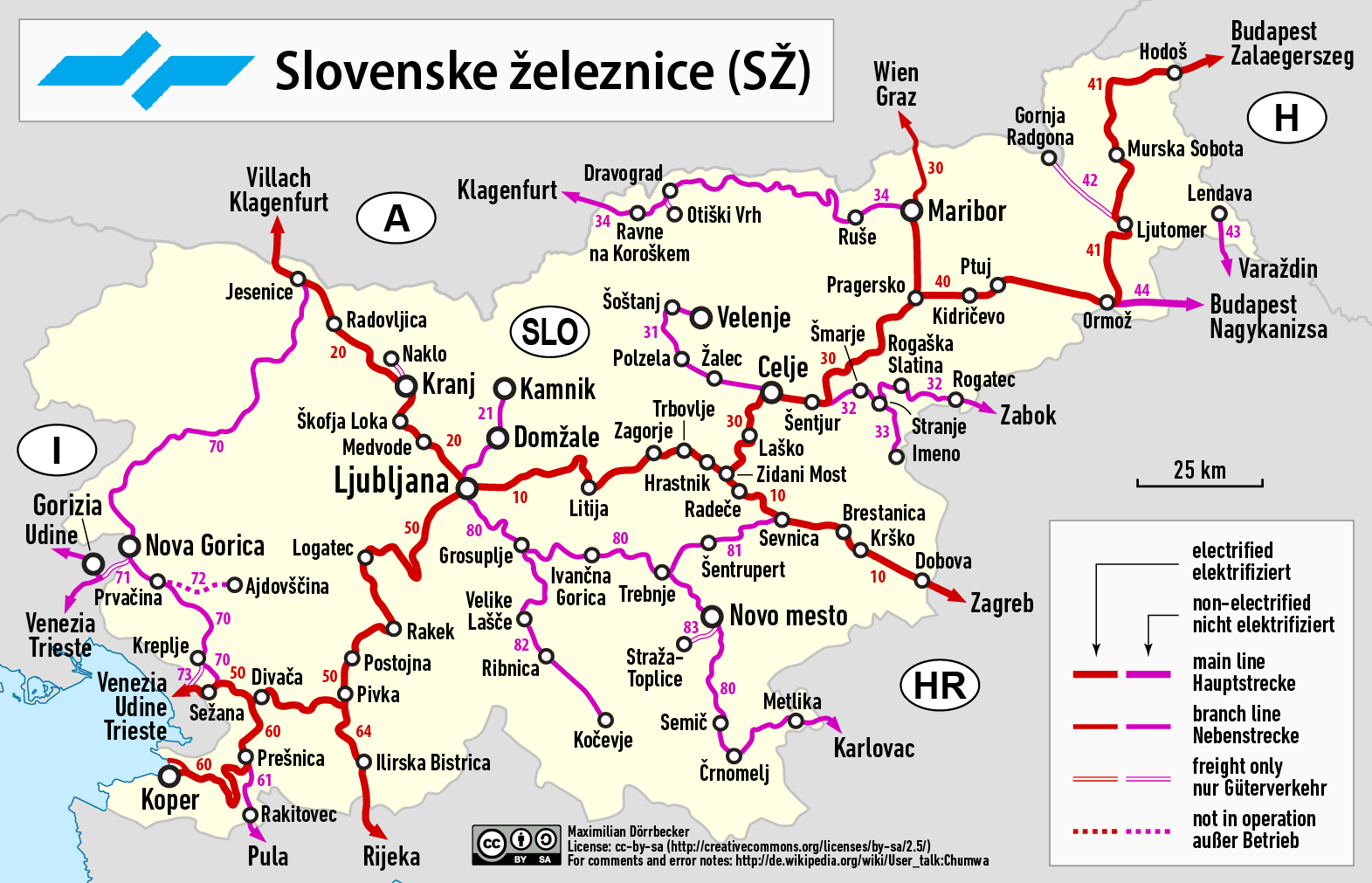

In der aktuellen slowenischen Streckenübersicht scheint die Bahnstrecke als Strecke 82 auf (siehe Grafik).

## Fahrplan
Im Jahr 1933 wurden drei Zugspaare zwischen Grosuple und Kočevje angeboten. Diese führten 2. und 3. Wagenklasse und benötigten etwa 110 Minuten für die Fahrtstrecke. In Grosuplje schien ein Bahnhofsrestaurant auf, in Kočevje ein Bahnhofsbuffet.

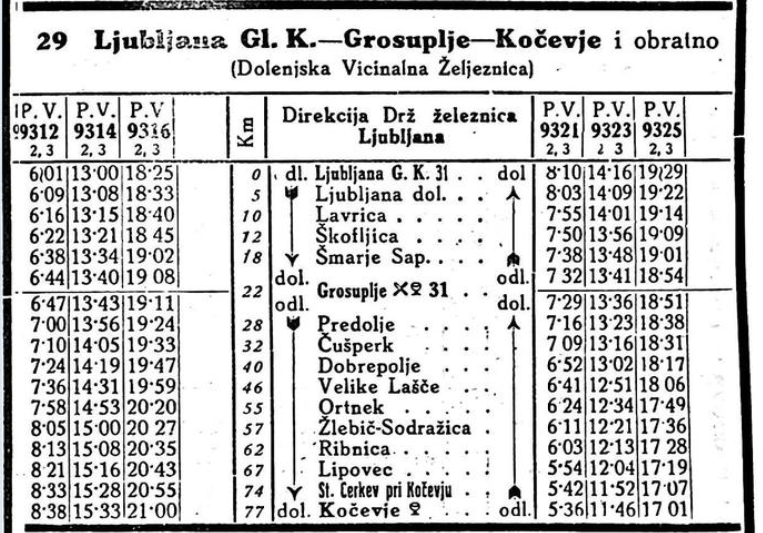
1933 Fahrplan 29 Jugoslawien

## Erinnerungskultur
In Grosuplje ist eine Dampflokomotive als Denkmal aufgestellt. Weiters befindet sich in Kočevje eine nicht restaurierte Dampflokomotive aus dem Bestand des Slowenischen Eisenbahnmuseums.

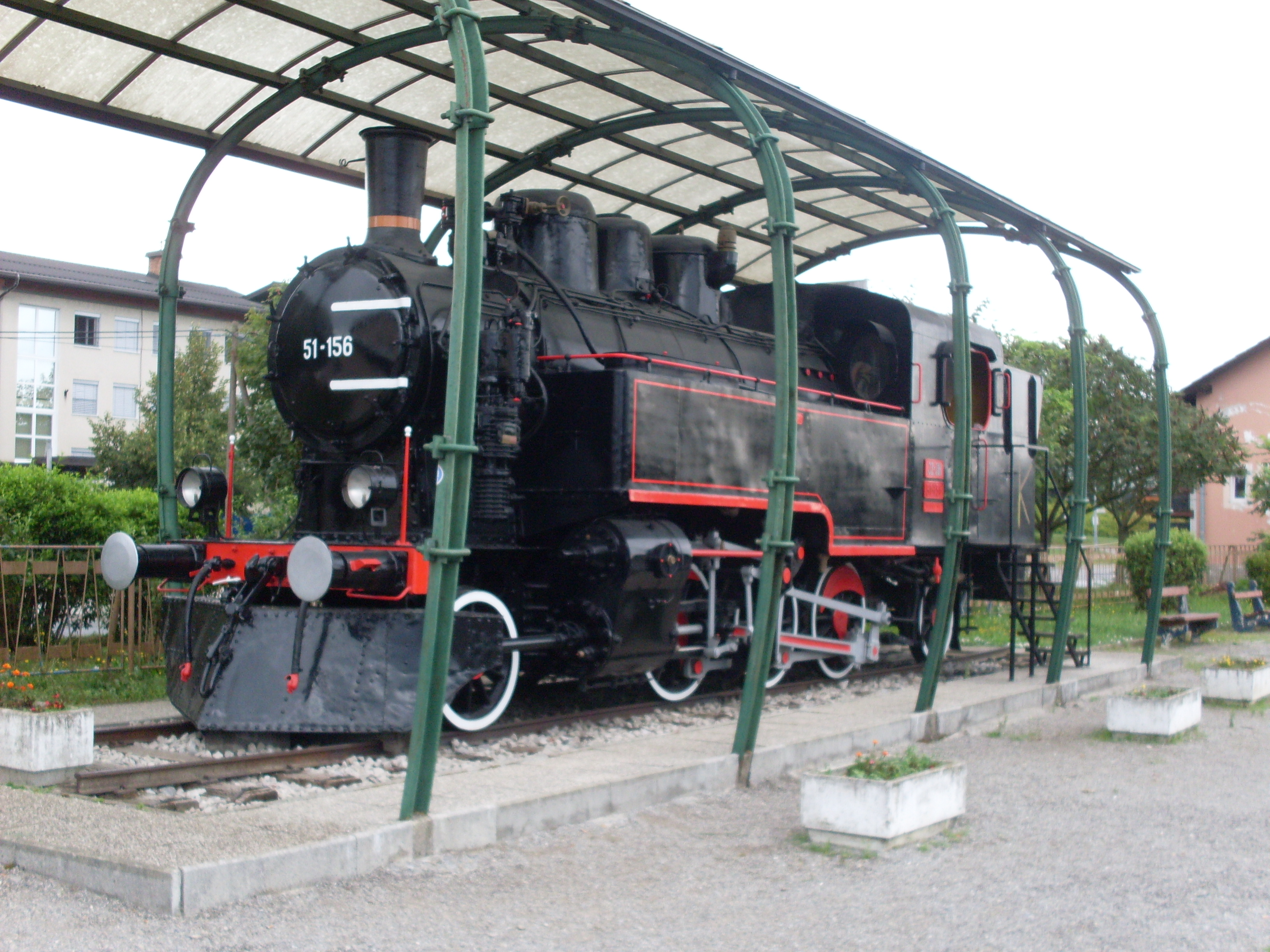
JŽ 51-156, Grosuplje
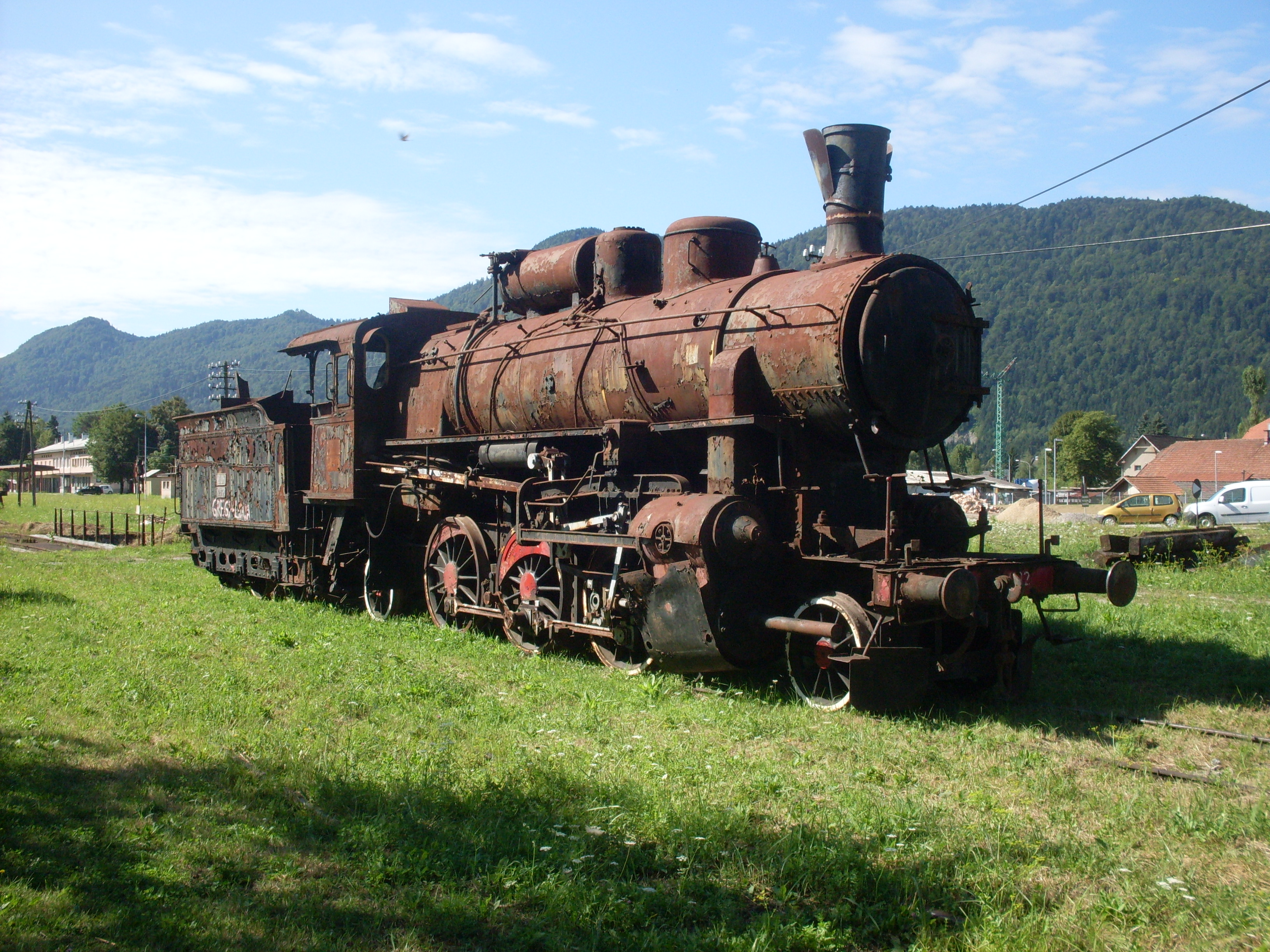
JŽ 22-092, Kočevje